# 水本事件
水本事件（みずもとじけん）とは、1977年1月6日に江戸川の下流左岸で1974年11月27日から突然行方不明になった（当時）日本大学藝術学部の学生水本潔と思われる「水死体X」が発見されたことを機に話題となった事件である。

## 経緯
市川警察署が、「水死体X」の司法解剖を行なった結果、市川警察署は、水死体が当時行方不明であった日本大学芸術学部の学生、革マル派全学連のメンバー、水本潔であり、死因は溺死、覚悟の入水自殺であると判断したが、水死体Xの顔写真を見た水本の母親が「これは潔ではない」と発言したという。
革マル派はこの事件をCIAも関与した権力犯罪であると規定した。革マル派は、水死体は水本とは別人の「そっくりさん」であり、水本は権力によって謀殺された権力犯罪であると規定して「水本運動」を展開し、街中に水死体Xと水本の顔写真をあしらったポスターを多数貼りつけ、多数の文化人の署名を集めた。このとき、署名した文化人の中には、革マル派に反感を抱く立場の人々も少なからず含まれていた。
水本は上智大学で発生した中核派との内ゲバを理由に逮捕され、被告人となっていた。革マル派の主張によると、この事件は権力の謀略であり、水本は権力にとって都合が悪い人物であったということになる。
水本事件をめぐる裁判では、証人として当時の上智大学副学長デベラが裁判所に出頭、目黒今朝次郎が国会で採り上げるに至った。
対する中核派や革労協は、水死体Xは水本本人であり、かつ「そっくりさん」を探すことなど絶対に不可能であると主張した。また、もしも水死体が水本でなければ、水本は生きている可能性があるにもかかわらず、革マル派は水本がすでに死亡していると断じており、「水本運動」が権力謀略論の論拠として使われていることなどから、革マル派が水本事件に言及している運動のことを「水本デマ運動」と呼称し、「究明する会」メンバーを殺害するなど、激しい攻撃を浴びせた。
1977年4月15日、埼玉県にて革労協が革マル派幹部藤原隆義（杜学）他4名を焼殺（浦和車両放火内ゲバ殺人事件）。
1977年4月17日に京葉道路妨害事件が発生。京葉道路の武石インター付近に通行を妨害するために、盗難車を使い大量の廃油や釘がばらまかれるという事件が発生した。革マル派は犯行声明を出し、同事件は「水本事件や4.15殺人事件に対する報復」であると表明した。
しかし中核派は、犯行に用いられた車両が革マル派4名が焼き殺された浦和車両放火内ゲバ殺人事件が発生した4月15日よりも前に盗まれていたこと、同事件の現場が埼玉県であるにも拘らず千葉県の道路を標的としていること、成田空港問題を抱える千葉県成田市へ向かう京葉道路の下り線を標的としていること、さらに革マル派がこの妨害によって三里塚芝山連合空港反対同盟が主催する成田市の集会に結集しようとしていた人々の到着が大幅に遅れたことを誇示していたことから、三里塚闘争への妨害を目的としたものであると断じた。なお、このとき三里塚芝山連合空港反対同盟が開催した集会は、岩山鉄塔撤去阻止を訴えて三里塚第一公園で行なわれたもので、三里塚闘争史上最大の規模（千葉県警調べで1万1750人が参加）となった。またこの集会で革労協が浦和車両放火内ゲバ殺人事件での犯行を認めるビラを撒いている。
三里塚芝山連合空港反対同盟は「水本運動」に対して激しい怒りを表明し、さらに同年5月6日の岩山鉄塔撤去の騒動を革マル派が「権力とのなれ合い」と揶揄したことから、同29日に革マル派の永久追放を新左翼各派とともに決議した。反対同盟の幹部は、もしも三里塚闘争のことを知っている人間であれば、水本運動についての署名などは、絶対に出来ないはずだとすら言明した。
1978年1月17日には、東京都で水本事件の真相究明を訴える内容の電波ジャック事件が発生した。午後0時からのNHKニュースが15分間音声が電波ジャックされたというもので、渋谷区、中野区、杉並区、練馬区、新宿区の一部の東京都道318号環状七号線の半径5kmの範囲であった。車で移動しながら放送したものと見られる。同日夜に、電波ジャックを行ったのは国際人民連帯委員会という組織だとの革マル派の声明が発表された。声明では、革マル派は同委員会とは無関係であるとも説明していた。
中核派は署名した文化人を徹底的に追及し、結果、署名を撤回する文化人が続出した。